# Chen Yueling
Chen Yueling (traditionell kinesiska: 陳躍玲?, förenklad kinesiska: 陈跃玲?, pinyin: Chén Yuèlíng), född den 24 december 1969 i Liaoning, Kina, är en amerikansk före detta friidrottare som tävlade i gång för Kina.
Chens främsta merit är hennes guldmedalj vid Olympiska sommarspelen 1992 på 10 km gång. Hon deltog vid VM 1991 i Tokyo där hon slutade på åttonde plats.

## Personliga rekord
- 10 km gång – 44.11 från 1991